# صباح هماسی
صباح هماسی (انگلیسی: Sabah Homasi؛ زادهٔ ۱۹ اکتبر ۱۹۸۸) ورزشکار هنرهای رزمی ترکیبی اهل لبنان و ساکن ایالات متحده آمریکا است. وی از سال ۲۰۰۹ میلادی تاکنون مشغول فعالیت بوده‌است.